# Juan Pedro Esnaola
Juan Pedro Esnaola (Buenos Aires, 17 de septiembre de 1808 — 8 de julio de 1878), fue un pianista, compositor y funcionario público argentino del siglo XIX.

## Biografía
Juan Pedro Esnaola inició sus estudios musicales de pequeño junto al presbítero José Antonio Picasarri, director musical de la Catedral de Buenos Aires y además tío de Esnaola. Las ideas férreamente monárquicas del tío, llevaron a ambos a emigrar a Europa entre 1818 y 1822.

Durante esos años, y todavía muy joven, Esnaola asistió al conservatorio de París, visitando también Madrid, Viena y Nápoles. Adquirió un destacado reconocimiento como "niño prodigio" en la interpretación del piano, y también como compositor, ya que en 1822, a los 14 años, compuso una colección de piezas para piano.
Gracias a la Ley de Amnistía impartida a los opositores de la Revolución de Mayo por el gobernador de la Provincia de Buenos Aires, general Martín Rodríguez, la familia Esnaola-Picasarri pudo regresar a la Argentina el 29 de junio de 1822. 
En el transcurso de ese mismo año el presbítero tomó la iniciativa de fundar junto a su sobrino la Escuela de Música y Canto. Desde allí, Esnaola no dejó de estar ligado a la enseñanza, ya sea a través de clases particulares (entre sus alumnas figuraba Manuelita Rosas) o de instituciones públicas.
Salvo esta emigración inicial, Juan Pedro Esnaola transitó durante sus casi setenta años de vida sin que los embates políticos le hicieran mella. Fue amigo personal de Juan Manuel de Rosas y de la hija de este, Manuelita, pero con la caída de Rosas luego de la batalla de Caseros, continuó siendo reconocido socialmente.
En 1858 fue nombrado Jefe del Departamento de Escuelas por Sarmiento.
En 1860 Esnaola realizó modificaciones a la música del Himno Nacional Argentino, otorgándole una versión con más orquesta, que le dio mayor riqueza en su armonía. Esta versión fue oficializada por el estado argentino con un decreto el 25 de septiembre de 1928.
También actuó como Presidente de la Escuela de Música de la Provincia, fundada en 1875.
Desempeñó también cargos públicos no relacionados con la música. Fue director del Batallón de Serenos de Buenos Aires (1842), juez de paz (1852) y presidente del Club de la Prosperidad (1858).
Sus dotes de instrumentista unidas a su formación europea le permitieron destacarse con facilidad, interviniendo en memorables conciertos junto a celebridades de la época. Sin embargo, Esnaola fue un intérprete de salón que se negaba rotundamente a subir a los escenarios de los teatros de Buenos Aires.

## Obra
Como creador, su prolífera labor estuvo destinada a la música litúrgica, los conjuntos orquestales, canciones de cámara y las piezas de salón. Su principal mérito radicó en que, sin escapar de la influencia de Rossini, imprimió en sus partituras características locales que constituyen un verdadero antecedente del nacionalismo y romanticismo musical argentino.
El ambiente musical de Argentina en la época de Esnaola permitía dos posibles actividades: el apoyo de la liturgia en la iglesia (música sacra) o la tertulia, música de salón y esparcimiento. 
Esta última respondía a los más estrictos dictados de la moda de la época, y se centraba en la danza , aunque también era costumbre escuchar intermedios y fragmentos instrumentales.
Las Polcas, Valses y Mazurkas de Esnaola fueron de las más populares en Buenos Aires durante la segunda mitad del siglo XIX.
Entre 1847 y 1849, Esnaola hizo una primera versión del Himno Nacional Argentino –cuya música original se había extraviado– sobre la base de lo que había escuchado en su juventud. Esta versión está hoy depositada en el Museo Histórico Nacional, en Buenos Aires, y formaba parte del álbum de música de su discípula Manuelita Rosas.
En 1860 efectúa una revisión que es declarada versión oficial por el gobierno argentino en 1928.

### Música litúrgica
Agnus Innocens, Motete al Sacramento, Ave Maris Stella, Himno a cuatro voces, 2 himnos: Himno a Nuestra Señora de las Mercedes (1868), Himno Iste Confesor, Invitatorio (7-11-1828), 3 lamentaciones: Cogitabit Dominus, Lamentación a cuatro voces con acompañamiento de orquesta para Jueves Santo (3-03-1845). Dedicatoria: Canónigo Felipe Elortondo y Palacios. Lamentación segunda del Jueves Santo a solo de tenor (ca. 1845). Misericordia Domini, lamentación a cuatro voces con acompañamiento de orquesta para Viernes Santo (13-03-1835). Dedicatoria: Canónigo Felipe Elortondo y Palacios, 2 marchas fúnebres: Marcha fúnebre (1827). Marcha fúnebre (1836). Dedicatoria: a la memoria de su madre, Josefa Teresa de Picasarri, 3 misas: Misa a tres voces para contralto, tenor y bajo (1824). Misa a cuatro voces (1825). Misa (1826), Réquiem argentino para tenor (1825), Miserere Mei Deus a cuatro voces con acompañamiento de piano (28-03-1833), etc.

### Música orquestal
Cavatina con acompañamiento de gran orquesta (1826), sinfonías [oberturas]: Gran Sinfonía (1824), Sinfonía N.º 1 (1826), Sinfonía N.º 2 (1830), y un Vals espléndido para orquesta (1837).

### Música de cámara
6 canciones: Canción (3-10-1837). Texto: L. Méndez  a la memoria de Sara Irigoyen. Canción (1838). Texto: Francisco Acuña de Figueroa. Canción del Drama Don Quijote (10-05-1839). Texto: Ventura de la Vega. Canción (1840). Texto: Vicente Corvalán. Dedicatoria: Juan Manuel de Rosas. Canción Federal (1843). Texto: Bernardo de Irigoyen. Dedicatoria: Manuelita de Rosas y Ezcurra. Canción (1849). Dedicatoria: Manuelita de Rosas en el día de su cumpleaños.
7 himnos: Himno al Colegio de Ciencias Morales (ca. 1826). Texto: Florencio Varela. Himno para la repartición de premios por la Sociedad de Beneficencia (ca. 1837). Texto: Vicente López. Edición:  s/pié de impr., 1837. Himno de marzo (ca. 1843). Dedicatoria: Juan Manuel de Rosas Texto: J. P. Esnaola.  Edición: Bs. As., La rosa de marzo, 1843. Himno (ca. 1851). Dedicatoria: Manuelita de Rosas por el Comercio de Buenos Aires. Himno a Rosas a dos voces. Himno a la Sociedad Filarmónica (1856). Estreno: Teatro de la Victoria, 25-5-1856. director: José Amat. Himno Nacional Argentino, arreglo por D. Juan P. Esnaola de la música del Maestro Blas Parera para canto y piano (1860). Edición: Bs. As., Costa Amaro, 1860. Existe una versión anterior a dos voces para el álbum de Manuelita Rosas (1847-1849) etc.

### Música para Instrumento solista
Piano: Siete Contradanzas (1832), una Cuadrilla (1842), catorce Minués, cuatro Polcas y diecisiete Valses, entre otros. Se destaca el Minué Federal o Montonero (1845) por su desarrollo formal, carácter nacional y virtuosismo. 
Guitarra: Dos valses

### Discografía
- Esnaola-Gianneo-Turina-Gomes-De Falla-Gilardi-Bragato, Camerata Bariloche, dirigida por Elías Khayat, Profonar SRL/Star Music - CB101 - (1995) CD -

Entre las fuentes donde fue publicada su obra se cuentan la Antología de compositores argentinos de Alberto Williams, el Boletín Musical; La Moda -Gacetín semanal de Música, de Poesía, de Literatura, de Costumbres- y Mefistófeles -Semanario de Música, Teatros y Novedades.-